# Индрениус, Иван Бернгардович
Барон Иван Бернгардович Индрениус (фин. Johannes Indrenius, 6 [18] января 1859, Выборг, Российская империя — 16 мая 1919, Хельсинки, Финляндия) — военно-морской офицер. Капитан 1-го ранга Российского императорского флота, контр-адмирал Военно-морского флота Финляндии. Командир мореходной канонерской лодки «Гиляк». Начальник Лоцманского и маячного ведомства, а затем первый командующий Военно-морского флота независимой Республики Финляндия.

## Биография
Родился в семье генерала от инфантерии барона Бернгарда Эммануиловича Индрениуса (1812—1884), участника Крымской войны, служившего тогда губернатором в Выборге. Решил стать военным моряком и в 1878 году окончил Морское училище.
В 1880—1882 годах в звании мичман участвовал в кругосветном плавании на клипере «Стрелок» в качестве ревизора. В кампанию 1883 года служил на миноносце «Взрыв» под командой капитан-лейтенанта А. А. Бирилёва. В 1884 году состоял флаг-офицером командующего учебно-минным отрядом Балтийского флота. В 1886 году окончил гидрографическое отделение Николаевской морской академии. В 1887 году — флаг-офицер командующего Практической эскадрой Балтийского моря. В 1889—1892 гг. плавал в Средиземном море и Тихом океане вахтенным начальником на крейсере «Владимир Мономах». В 1893 году — вахтенный начальник парохода «Ольга». В 1896—1898 годах служил старшим офицером эскадренного броненосца «Император Александр II» (1896).

### В Главном морском штабе
В промежутках между плаваниями Иван Бернгардович служил чиновником Главного морского штаба. Сначала — младшим делопроизводителем в зиму 1886—1887, затем с сентября 1887 по май 1889 и с мая 1893 по январь 1895 годов. Дважды за этот период, в 1893 и 1894—1895 годах, был командирован в Норвегию и на Мурман для сбора сведений об особенностях мореплавания на Севере. До июня 1896 года исполнял в штабе должность старшего делопроизводителя низшего оклада. В 1898 году был повышен до должности старшего делопроизводителя высшего оклада и пребывал в ней до 1899 года.

### Командир мореходной канонерской лодки «Гиляк»
5 декабря 1899 года канонерская лодка «Гиляк», направлявшаяся из Кронштадта на Дальний Восток под командованием В. М. Ларионова прибыла в Смирну. Там её уже ожидал капитан 2-го ранга барон Индрениус, чтобы сменить заболевшего командира. Далее, он привёл «Гиляк» через Суэцкий канал и Красное море в Аден, где неожиданно получил приказ: направиться в Персидский залив и посетить его главные порты.
В то время Великобритания доминировала в этом стратегически важном регионе и, благодаря наличию собственных колоний, сухопутных войск и кораблей-стационеров, диктовала большинству государств залива внешнюю политику, направленную на вытеснение оттуда других колониальных держав. Только Франции удалось закрепиться в Маскате. России же ничего не оставалось, как демонстрировать своё присутствие в регионе эпизодическими заходами боевых кораблей, первым из которых и стал «Гиляк». В течение месячного плавания по Персидскому заливу Иван Бернгардович посетил города Бушир, Эль-Кувейт, Басру и Хорремшехр, нанося обязательные визиты вежливости шейхам Кувейта и Персидского Арабистана, а также турецкому губернатору в Басре.
Во время дальнейшего плавания из Персидского залива на Дальний Восток через Индийский океан тяжело заболел. В начале мая 1900 года лодка прибыла в Сайгон, где Иван Бернгардович был вынужден по состоянию здоровья сдать командование старшему офицеру «Гиляка» капитан-лейтенанту В. Ф. Сарычеву. 16 декабря 1902 года вышел в отставку с присвоением звания капитан 1-го ранга.

### В Лоцманском и маячном ведомстве Финляндии
В 1904 году поступил на службу начальником отдела картографии в Лоцманском и маячном ведомстве Великого княжества Финляндии. В 1908 году повышен в должности до помощника начальника этого ведомства.

### Командующий Военно-морским флотом Финляндии
После Октябрьской революции остался в независимой Финляндии, и возглавил Лоцманское и маячное ведомство — в сущности, то же самое учреждение, в котором он ранее служил в составе Российской Империи. 10 июля 1918 года получил звание контр-адмирала Республики Финляндия и назначен первым командующим её Военно-морского флота. Занимал этот пост до своей смерти в Хельсинки 16 мая 1919 года.

## Награды
Награждён орденом Святого Владимира 4-й степени с бантом за 18 морских кампаний (22.9.1901).

## Память
Мыс Идрениуса в заливе Лаврентия Берингова моря назван в его честь в 1882 году, когда в составе экипажа клипера «Стрелок» он принимал участие в его исследовании.